# Streptococcus viridans
Paciorkowce zieleniejące (łac. Streptococcus viridans) – jest to pseudo-taksonomiczny termin odnoszący się do grupy paciorkowców, do której należą bakterie α-hemolizujące, dające zielony kolor na agarze z krwią ("viridans" pochodzi od łacińskiego słowa "viridis" czyli zielony), oraz bakterie γ-hemolizujące (czyli bakterie nie hemolizujące). Wchodzą one w skład fizjologicznej flory bakteryjnej jamy ustnej człowieka.
Do Streptococcus viridans zaliczamy m.in.:
- bakterie α-hemolizujące:
  - Streptococcus mitis
  - Streptococcus oralis
  - Streptococcus sanguinis
- bakterie γ-hemolizujące:
  - Streptococcus salivarius
  - Streptococcus mutans

## Identyfikacja
Streptococcus viridans można odróżnić od Streptococcus pneumoniae, która też jest bakterią α-hemolizującą, za pomocą cech takich, jak:
|                                          | Streptococcus viridans | Streptococcus pneumoniae     |
| ---------------------------------------- | ---------------------- | ---------------------------- |
| Rozpuszczalność w żółci                  | Nierozpuszczalne       | Rozpuszczalne                |
| Fermentacja inuliny                      | Nie fermentują         | Fermentują z produkcją kwasu |
| Wrażliwość na optochin                   | Nie wrażliwe           | Wrażliwe                     |
| Zjadliwość u myszy                       | Nie zjadliwe           | Zjadliwe                     |
| test Quellunga (test pęcznienia otoczek) | Negatywny              | Pozytywny                    |

## Patogeneza
Streptococcus viridans, a głównie Streptococcus mutans odpowiedzialne są za powstawanie próchnicy zębów. 
Jeżeli bakterie te dostaną się do krwiobiegu (np. po ekstrakcji zęba lub stanie zapalnym dziąseł) mogą spowodować infekcyjne zapalenie wsierdzia, szczególnie groźne u osób z uszkodzonymi lub sztucznymi zastawkami serca.

## Leczenie
W polskich placówkach medycznych nie ma obowiązku leczenia zakażeń wywołanych przez bakterie Streptococcus viridans w jamie ustnej. Mogą mieć zmniejszoną wrażliwość na penicyliny dlatego w zakażeniach uogólnionych penicyliny powinno kojarzyć się z aminoglikozydami.